# L’Hermenault (tổng)
Tổng L'Hermenault là một tổng, nằm ở tỉnh la Vendée trong vùng Pays de la Loire của Pháp.

## Các xã
Tổng L'Hermenault bao gồm các xã sau:
- L'Hermenault (thủ phủ): 843 người (1999)
- Bourneau: 623 người (1999)
- Marsais-Sainte-Radégonde: 480 người (1999)
- Mouzeuil-Saint-Martin: 1 101 người (1999)
- Nalliers: 1 880 người (1999)
- Petosse: 505 người (2004)
- Pouillé: 571 người (2004)
- Saint-Cyr-des-Gâts: 508 người (2004)
- Saint-Laurent-de-la-Salle: 371 người (2005)
- Saint-Martin-des-Fontaines: 206 người (1999)
- Saint-Valérien: 444 người (1999)
- Sérigné: 928 người (1999)